# Sadie Tanner Mossel Alexander
Sadie Tanner Mossell Alexander (2 de enero de 1898-1 de noviembre de 1989) fue una economista estadounidense, primera afroamericana en obtener un doctorado en economía en Estados Unidos (1921). Fue pionera en el ámbito profesional de la economía y el derecho, y activista por los derechos civiles a principios y mediados del siglo XX. Unos años más tarde, fue la primera mujer en licenciarse en Derecho en la Facultad de Derecho de la Universidad de Pensilvania (1927), convirtiéndose en la primera mujer negra en ejercer la abogacía en Pensilvania. También fue la primera presidenta a nivel nacional de la hermandad Delta Sigma Theta desde el año 1919 a 1923.

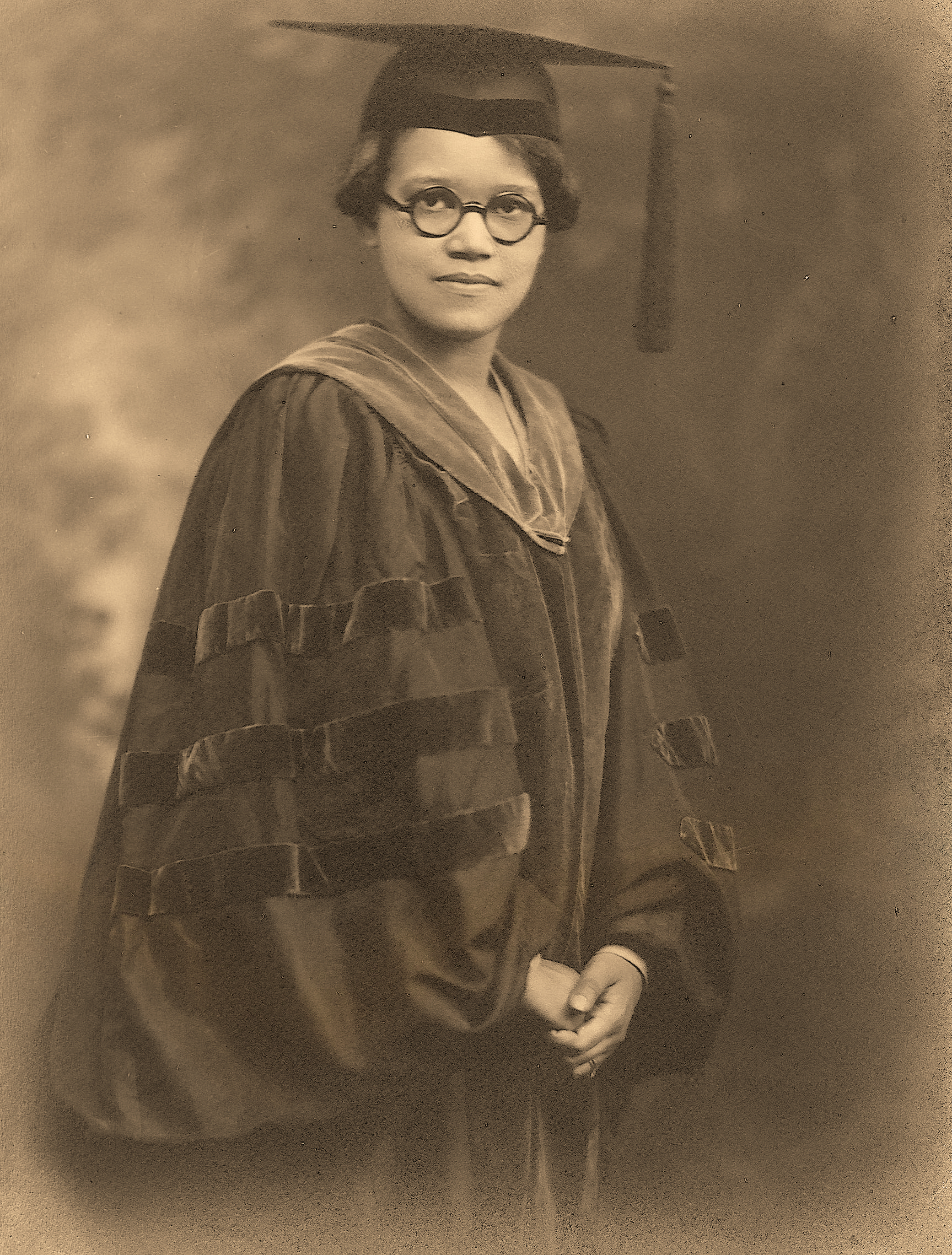
Sadie Tanner Mossel Alexander

Mossell Alexander y su marido fueron activistas por los derechos civiles, tanto en Filadelfia, como a nivel nacional. En 1946, fue nombrada miembro del Comité Presidencial de Derechos Civiles creado por Harry Truman. En 1952, fue nombrada miembro de la Comisión de Relaciones Humanas de la ciudad, donde ejerció hasta 1968. Fue miembro fundador del Comité Nacional de Abogados por los Derechos Civiles (1963). Formó parte del consejo de la “National Urban League” durante 25 años. En 1979, el presidente Jimmy Carter la nombró presidenta de la Conferencia de la Casa Blanca sobre Envejecimiento, nombramiento que posteriormente retiró Richard Schweiker, secretario de Salud y Servicios Humanos del presidente Ronald Reagan.

## Biografía
Sadie Tanner Mossell nació el 2 de enero de 1898 en Filadelfia. Hija de Aaron Albert Mossell II y Mary Louisa Tanner (nacida en 1867), asistió a la escuela secundaria en Washington, a la M. Street School, ahora conocida como Dunbar High School, donde se graduaría en 1915.
Mossell regresó a Filadelfia para estudiar en la Escuela de Educación de la Universidad de Pensilvania, donde se graduó en 1918. Allí se enfrentó a numerosas dificultades, debido a su raza y a su género, como mal asesoramiento, falsas acusaciones de plagio y el robo de su propiedad intelectual por parte de otros estudiantes. Siguió sus estudios con un posgrado de economía, también en Pensilvania, y obtuvo un máster en 1919. Gracias a la beca Francis Sergeant Pepper, pudo continuar sus estudios y en 1921, se convirtió en la primera mujer afroamericana de Estados Unidos en obtener un doctorado en una universidad estadounidense.
Al encontrar dificultades para conseguir trabajo como profesora en Filadelfia siendo afroamericana, Mossel decidió aceptar un trabajo como actuaría en la "North Carolina Mutual Life Insurance Company" de Durham (Carolina del Norte), propiedad de negros, donde trabajó durante dos años.
En 1919, Sadie Tanner Mossell fue legida primera presidenta nacional de Delta Sigma Theta. Mossell también fue asesora legal de la hermandad Delta Sigma Theta durante 35 años. Estuvo en contacto con el capítulo “Alfa” de Delta Sigma Theta desde 1915, cuando llegó a la Universidad de Pensilvania. Su deseo de crear su propio capítulo, Gamma, tuvo que esperar hasta 1918, cuando consiguió que otras cuatro estudiantes se unieran a ella. A petición del Capítulo Alfa, los cuatro capítulos existentes de Delta Sigma Theta fueron convocados para reunirse en la Universidad de Howard en diciembre de 1919. La hermandad planeaba celebrar sus reuniones en la residencia de mujeres del campus hasta que el tío de Mossell, Lewis Baxter Moore, ofreció su oficina como lugar de reunión. En esta convención, se estableció el Gran Capítulo de la hermandad, lo que hizo que la hermandad pasara de ser una federación suelta de capítulos a un organismo nacional. Bajo el liderazgo de Mossell, la hermandad se expandió a nuevos lugares en el Oeste, el Sur y más allá en el Medio Oeste y el Noreste. También inició el primer programa nacional de Delta, la Semana de Mayo.
En 1923, Mossell se casó con Raymond Pace Alexander poco después de que éste fuera admitido en el colegio de abogados, y regresó con él a Filadelfia. Mossell recibió ofertas de trabajo de varios colegios y universidades para negros, pero ninguno de ellos estaba situado en Filadelfia, y ella no quería dejar a su nueva familia. Por ello, se quedó en casa durante un año, hizo trabajos de voluntariado y finalmente ingresó en la facultad de Derecho. Fue la primera mujer afroamericana admitida en la Facultad de Derecho de la Universidad de Pensilvania. Mientras estudiaba derecho, el decano intentó negarle la participación en la revista de derecho, pero sus compañeros insistieron en que se le permitiera este honor, que se había ganado. En 1927, fue la primera mujer afroamericana graduada en Pensilvania, y la primera en ser admitida en el Colegio de Abogados de Pensilvania.
Mossell Alexander ejerció la abogacía desde 1927 hasta su jubilación en 1982. Tras ser admitida en el Colegio de Abogados, se unió al bufete de su marido como socia, especializándose en derecho patrimonial y familiar. Ambos fueron activistas de los derechos civiles. En 1928 fue la primera mujer afroamericana nombrada procuradora adjunta de la ciudad de Filadelfia, cargo que ocupó hasta 1930. Volvió a ser nombrada de 1934 a 1938. De 1943 a 1947, fue la primera mujer que ocupó el cargo de secretaria del Colegio Nacional de Abogados. Fue nombrada miembro de la Comisión de Relaciones Humanas de la ciudad de Filadelfia, donde ejerció de 1952 a 1968. En 1959, cuando su marido fue nombrado miembro del Tribunal de Apelaciones Comunes de Filadelfia, ella abrió su propio despacho de abogados. Siguió ejerciendo la abogacía de forma independiente hasta la muerte de su marido en 1974. En 1976, se incorporó al bufete Atkinson, Myers y Archie como abogada general, donde permaneció hasta su jubilación.
Mossell Alexander falleció el 1 de noviembre de 1989 en la "Cathedral Village" de Andorra, Filadelfia, a causa de una neumonía que fue una complicación de la enfermedad de Alzheimer. Fue enterrada en el cementerio de West Laurel Hill.

## Genealogía
Su abuelo materno fue Benjamin Tucker Tanner (1835-1923), obispo de la Iglesia Metodista Episcopal (AME) y editor del Christian Recorder. El obispo Tanner y su esposa tuvieron siete hijos, entre ellos Henry Ossawa Tanner (1859-1937), que se convirtió en un destacado pintor, y Hallie Tanner Johnson, la primera mujer médico que ejerció la medicina en Alabama y que estableció la Escuela de Enfermeras y el Hospital del Instituto Tuskegee en Alabama.
Su padre, Aaron Albert Mossell II (1863-1951), fue el primer afroamericano graduado en la Facultad de Derecho de la Universidad de Pensilvania y ejerció como abogado en Filadelfia. En 1899, cuando su hija Sadie tenía un año, abandonó a su familia y se trasladó a Gales. Su tío, Nathan Francis Mossell (1856-1946) fue el primer afroamericano graduado en la Facultad de Medicina de la Universidad de Pensilvania.
Los hermanos de Mossell Alexander son Aaron Albert Mossell III (1893-1975), que se convirtió en farmacéutico, y Elizabeth Mossell (1894-1975), que fue decana de mujeres en la Universidad de Virginia, una universidad históricamente negra.
Durante sus años de instituto, Mossell vivió en Washington D.C con su tío, Lewis Baxter Moore, que era decano de la Universidad de Howard
El 29 de noviembre de 1923, Sadie Tanner Mossell se casó con Raymond Pace Alexander (1897-1974) en la casa de sus padres en Diamond Street, al norte de Filadelfia, y la ceremonia fue celebrada por su padre. Alexander, hijo de esclavos, creció en Filadelfia. Asistió y se graduó en el Central High School de la Universidad de Pensilvania (1920) y en la Escuela de Derecho de Harvard (1923). En el momento del matrimonio, había establecido un bufete de abogados en Filadelfia.
fSadie y Raymond tuvieron cuatro hijos prematuros, de los que solo sobrevivieron los dos últimos. Pudieron criar a dos hijas: Mary Elizabeth Alexander, nacida en 1934, y que se casó con Melvin Brown; y Rae Pace Alexander, nacida en 1937, que se doctoró y se casó con Archie C. Tras su divorcio, se volvió a casar con Thomas Minter, con quien tendría dos hijos.

## Ideología y actividades
Según Nina Banks, la oposición de Alexander a la opresión racial se inscribía en la tradición de los académicos del siglo XIX Frederick Douglass y T. Thomas Fortune, y con los académicos posteriores. Alexander se centró con frecuencia en la justicia racial y económica para la clase trabajadora, especialmente para los hombres y mujeres trabajadores. Sin embargo, a diferencia de Dubois o Randolph, Alexander nunca abrazó el socialismo. Alexander también se puede comparar con los radicales de la Universidad de Howard, Ralph Bunche, Franklin Frazier y el también economista negro Abram Harris. Por ejemplo, Harris escribió que los problemas fundamentales a los que se enfrentaban los negros podrían superarse mediante la organización laboral multirracial y no apoyaba la acción directa en favor de los derechos civiles hasta que los negros hubieran alcanzado el poder económico. Alexander, por el contrario, se mostró abiertamente en contra del dominio blanco en las esferas política, social y económica.
El trabajo y los puntos de vista de Alexander están recogidos en discursos conservados en los archivos de la Universidad de Pensilvania. Sus primeros trabajos son de la década de 1920 y tratan sobre los trabajadores negros en la economía estadounidense. En 1930, Alexander publicó un artículo, “Negro Women in Our Economic Life” (Las mujeres negras en nuestra vida económica), que se publicó en la revista Opportunity de la Liga Urbana, en el que abogaba por el empleo de las mujeres negras, especialmente en trabajos industriales. En general, Alexander apoyó al Partido Republicano, recelosa del control de los blancos conservadores del sur sobre el Partido Demócrata, aunque también criticó los nombramientos políticos republicanos, así como lo que consideraba beneficios desiguales del New Deal, que no hizo lo suficiente para ayudar a los negros más perjudicados por la gran depresión. Durante la Segunda Guerra Mundial, Alexander vio similitudes en el aumento de la violencia racial y la discriminación en los Estados Unidos con el trato a los judíos en Alemania. Hacia el final de la guerra, apoyó la integración de los sindicatos para aumentar su poder de negociación una vez que la economía de guerra se ralentizara y el empleo industrial volviera a los niveles de antes de la guerra. Su interés por las cuestiones económicas laborales se extendió a la defensa de la regulación gubernamental para suavizar las fluctuaciones del ciclo económico, la modificación de las tarifas, la regulación de los servicios públicos y la regulación de los valores y los mercados de valores.
Después de la guerra fue nombrada miembro del Comité Presidencial de Derechos Humanos de Truman y cambió su enfoque hacia los derechos civiles y humanos, las pruebas de los archivos sugieren que su enfoque estuvo en esta dirección durante más de una década. En 1949, Alexander y otros seis ciudadanos de Filadelfia formaron el Consejo Ciudadano de Derechos Democráticos para “proteger y ampliar el disfrute de los derechos humanos”. En 1951, con la colaboración de Henry W. Sawyer, el Consejo se convirtió en la sucursal de la Unión Estadounidense por las Libertades de Filadelfia; Alexander siguió formando parte de la junta directiva de esa organización durante muchos años. En 1963 pronunció un discurso en la Conferencia Anual de la Comisión de Derechos Humanos y volvió a tratar el tema de la justicio económica, abogando por el empleo universal.
En una entrevista que concedió en 1981 a la revista Geriatric Nursin sobre su cargo de presidenta de la WHCoA, Alexander expresó su desaprobación de la legislación antiabortista. Abogó por mejorar las prestaciones de las enfermeras y destacó su vitalidad para el sistema sanitario. También expresó que todo el mundo, independientemente de su edad o nivel educativo, puede añadir valor a la economía con el apoyo adecuado.

## Legado y condecoraciones
- En 1948, la Liga Urbana Nacional incluyó a Alexander como “Mujer del Año” en su cómic de Héroes Negros.

- En 1970, Alexander fue finalmente admitida como miembro de Phi Beta Kappa, una condecoración que se le había negado como estudiante en la Universidad de Pensilvania.[17]

- En 1974, la Universidad de Pensilvania le concedió un doctorado honorífico, el primero de los siete que luego le serían concedidos. Recibió el título en la Facultad de Derecho de la Universidad de Pensilvania.[8]

- En 1980, Alexander recibió el Premio al Servicio de la Facultad de Derecho de la Universidad de Pensilvania.[3]

- Una escuela primaria del oeste de Filadelfia, la Sadie Tanner Mossell Alexander University of Pennsylvania Partnership School (“Penn Alexander”) lleva su nombre. La escuela pública se creó en colaboración con la Universidad, que la apoya tanto económica como académicamente.[18]

- La cátedra Raymond Pace y Sadie Tanner Mossell Alexander de la Universidad de Pensilvania lleva su nombre.[19]

- En 2018, se creó en su honor “The Sadie Collective”, una organización para mujeres negras en campos cuantitativos,[6] que acogió la primera conferencia estadounidense para mujeres negras en economía en 2019, atrayendo la atención de medios de prensa como NPR, Forbes, Bloomberg y Quartz, así como de notables economistas como Janet Yellen, ex presidenta del Sistema de la Reserva Federal, y James Poterba, actual presidente y director general del NBER. La conferencia contó con la presencia de su hija, la Dra. Rae Pace Alexander-Minter, y tuvo lugar en la oficina de “Mathematica Policy Research” en Washington.

- En 2018, la concejal de Filadelfia, Cherelle Parker propuso una medida para erigir una estatua de Alexander.

- El 24 de febrero de 2021, la vida y los logros de Alexander fueron objeto de un episodio del podcast “Broads You Should Know”[20]